# De eenenveertigste
De eenenveertigste (Russisch: Сорок первый, Sorok pervyj) is een Sovjet-Russische film uit 1956 van de regisseur Grigori Tsoechraj.

## Plot
De jonge vrouw Marjoetka strijdt bij het Rode Leger tegen het Witte Leger en gaat er prat op dat zij al veertig vijanden heeft neergeschoten. De 41e, die zij op de korrel heeft is een arrogante luitenant. Zij mist, en erger, door een schipbreuk belanden zij samen op een eiland in het Aralmeer. Zij kan alleen wachten tot zij gered worden. De twee, van elkaar gescheiden door een zee van vooroordelen en wederzijdse minachting, zijn echter op elkaar aangewezen, vinden elkaar geleidelijk en worden verliefd. De tragische afloop komt op gang wanneer een schip van de Witten bij het eiland aankomt. Marjoetka ziet zich verplicht om haar gevangene neer te schieten en weet dat het ook met haar gedaan is.

## Rolverdeling
| Acteur                 | Personage                                      |
| ---------------------- | ---------------------------------------------- |
| Izolda Izvitskaja      | Maria 'Marjoetka' Filatovna                    |
| Oleg Strizjenov        | Luitenant Vadim Nikolajevitsj Govoroecha-Otrok |
| Nikolaj Krjoetsjkov    | Commissaris Arsenti Jevsjoekov                 |
| Assanbek Oemoeralijev  | Oemankoel                                      |
| Nikolaj Doepak         | Tsjoepilko                                     |
| Pjotr Ljoebesjkin      | Goezjov                                        |
| Georgi Sjapovalov      | Terentjev                                      |
| Danil Netrebin         | Semjanin                                       |
| Anatoli Kokorin        | Jegorov                                        |
| Moeratbek Ryskoelov    | caravanleider                                  |
| Tinisay Sardarbekova   | Aoel-meisje                                    |
| Kirej Zjarkimbajev     | Timerkoel, Aoel-ouderling                      |
| Vadim Zachartsjenko    | Luitenant Koetsjkovski                         |
| S. Solonitski          | de Witte kolonel                               |
| Aleksander Gretsjani   | Prokopytsj                                     |
| Nikolaj Chrjasjtsjikov | de Osaoel                                      |

## Ontvangst
Deze film was in het Rusland van de destalinisatie een ware openbaring. In Nederland werd de film door Actueelfilm in Amsterdam uitgebracht. De film kreeg in de pers uitstekende kritieken. Hoewel het verhaal sterk is, zit de kracht hem vooral in de prachtige cinematografie. De kleuren zijn prachtig en passen goed bij de toon van het verhaal. Het camerawerk is erg dynamisch en er werden veel close-ups gemaakt. Hierdoor komen de emoties van de vaak nogal starre personages toch goed over op de kijker.
De film trok in de Sovjet-Unie 25,1 miljoen kijkers en kwam daarmee qua populariteit op de tiende plaats in 1956.

## Prijzen en nominaties
Op het Mosfilm Festival of Young Filmmakers, gehouden tussen 12 en 15 april, won de film de eerste prijs in de categorieën "Beste film", "Beste acteur" en "Beste cinematografie". Op het Internationaal filmfestival van Edinburgh van 1957 kreeg de film een "Honorary Diploma". Op het filmfestival van Cannes kreeg de film de "prijs van de jury" en werd hij genomineerd voor de Gouden Palm.